# Ettore Beggiato

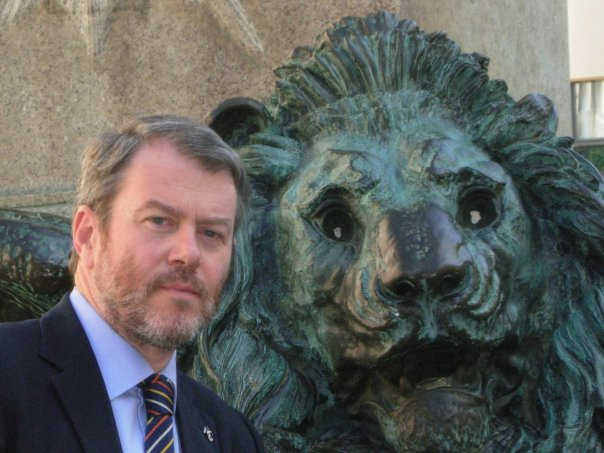
Ettore Beggiato

Ettore Beggiato (* 4. August 1954 in Campiglia dei Berici) ist ein italienischer Politiker, Historiker und Buchautor. Er war Abgeordneter im Regionalrat der Region Venetien (1985–2000) und Abgeordneter in der Provinz Vicenza (1985–1987 und 2002–2007). Von 1983 bis 1985 bekleidete er das Amt eines Regionalrates in der Region Venetien.

## Leben
Ettore Beggiato war Parteisekretär der Liga Veneta in der Provinz Vicenza von 1981 bis 1987. Er war Gründer der l’Union del Popolo Veneto, Generalsekretär der Liga Veneta Repubblica und ist verantwortlich für die politische Bewegung Progetto Nordest in der Region Venetien.
Ettore Beggiato ist Ehrenbürger der Gemeinde Serafina Corrêa im Bundesstaat Rio Grande do Sul in Brasilien.

## Werke (Auswahl)
- La lotta dei Veneti contro lo stato italiano
- 1866: la grande truffa - Il plebiscito di annessione del Veneto all'Italia, Editoria Universitaria Venezia (2007)
- 1809: l’insorgenza veneta. La lotta contro Napoleone nella Terra di San Marco, Il Cerchio (2009) ISBN 88-8474-210-2
- L'unità divisa 1861 - 2011: parla l'Italia reale, Il Cerchio (2010) ISBN 978-88-8474-229-2
- Il Senno di poi - L'unità d'Italia vista 150 anni dopo, Il Cerchio (2011) ISBN 978-88-8474-271-1
- Lissa, l’ultima vittoria della Serenissima (20 liglio 1866), Il Cerchio (2012) ISBN 88-8474-317-6